# Kumathe, Bijapur
Kumathe là một làng thuộc tehsil Bijapur, huyện Bijapur, bang Karnataka, Ấn Độ.